# Werner Zeyer

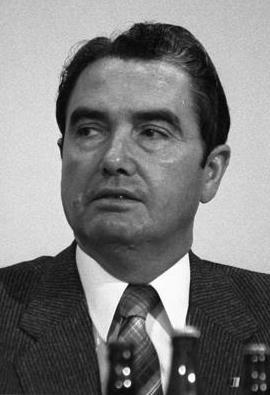
Werner Zeyer (1978)

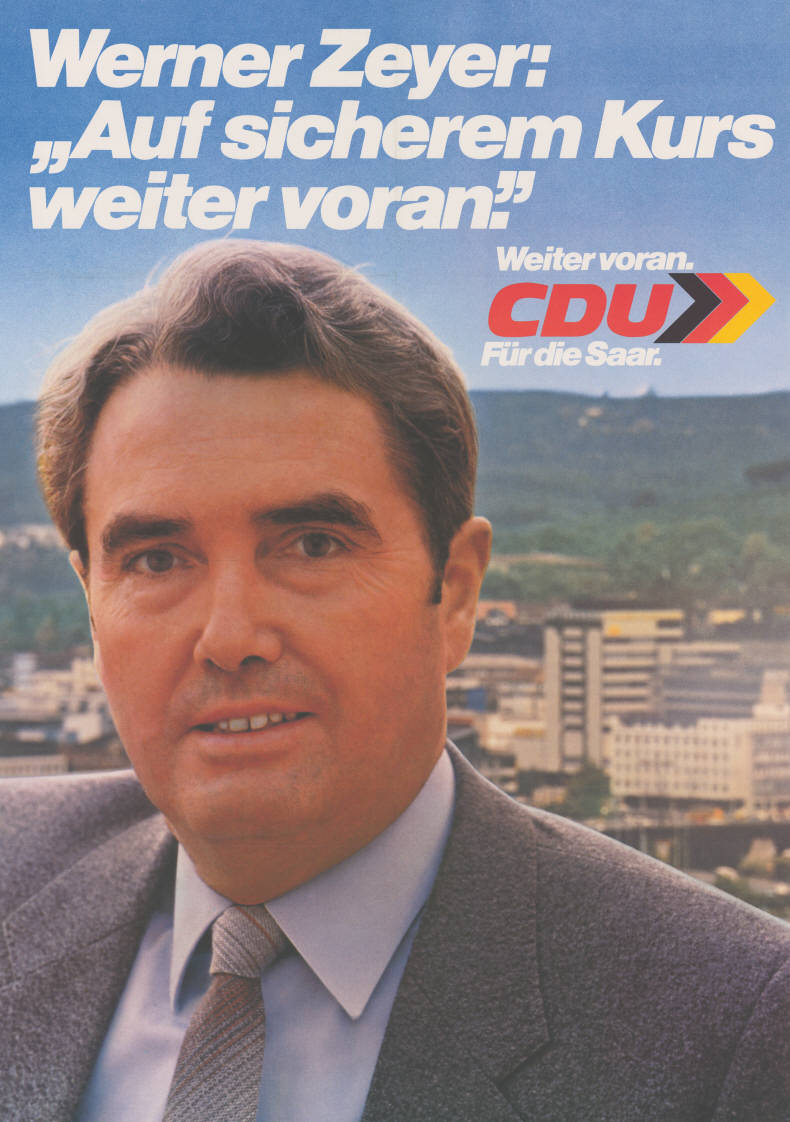
Kandidatenplakat zur Landtagswahl im Saarland 1980

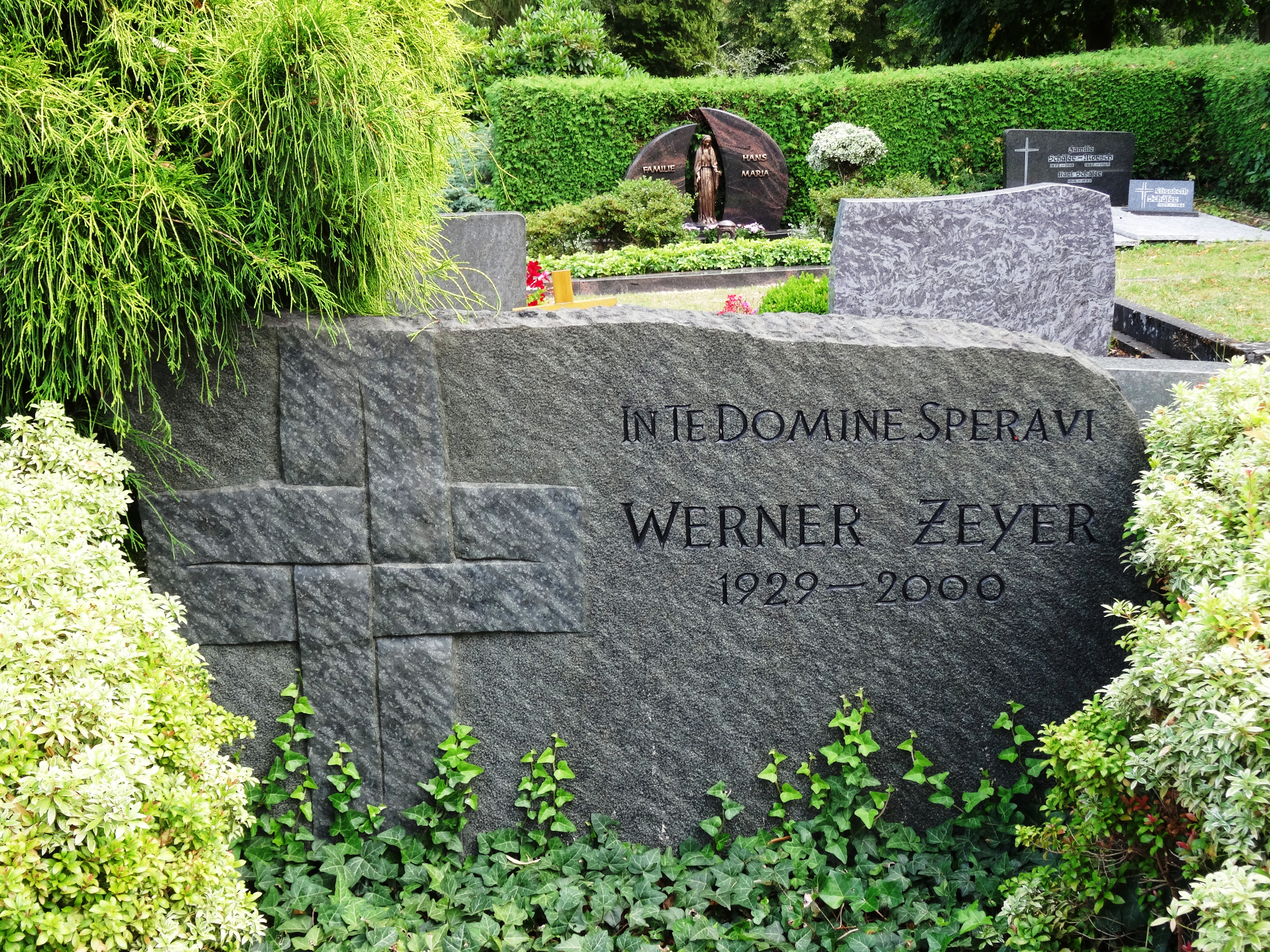
Grab Zeyers mit Inschrift auf dem Friedhof St. Wendel

Werner Zeyer (* 25. Mai 1929 in Oberthal; † 26. März 2000 in Saarbrücken) war ein deutscher Politiker (CDU), Jurist, Mitglied des Landtags, CDU-Landesvorsitzender und von 1979 bis 1985 Ministerpräsident des Saarlands.

## Leben
Werner Zeyer wurde als Sohn von Anna Zeyer, geborene Peifer, und Josef Zeyer 1929 in Oberthal geboren. Nach einem Jurastudium und der 1956 erfolgten Großen juristischen Staatsprüfung schlug er die Richterkarriere im Saarland ein. Einer kürzeren Tätigkeit in der saarländischen Justizverwaltung, als Richter am Landgericht Saarbrücken, am Amtsgericht Neunkirchen und am Amtsgericht Ottweiler schloss sich eine Karriere als Berufspolitiker an, ab 1961 als Landrat.
Nachdem er 1985 die Landtagswahl gegen Oskar Lafontaine verloren hatte, gründete er 1986 eine Rechtsanwaltskanzlei in St. Wendel, in die sein ältester Sohn 1989 eintrat. Werner Zeyer war katholisch und hatte 1955 Edith Latz geheiratet. Seine und er hatten zwei Söhne (Wolfgang und Christof) und eine Tochter (Monika). Seine Tochter Monika wurde unter anderem Schulleiterin (Alexander-von-Humboldt-Gymnasium in Schweinfurt und Wirsberg-Gymnasium in Würzburg), sein Sohn Christof Zeyer wurde Landtagsdirektor des Saarlandes, sein Enkel Alexander Zeyer war vom März 2017 bis zum Oktober 2019 Abgeordneter im Landtag des Saarlandes und von Oktober 2019 bis April 2022 Regierungssprecher des Saarlandes. Werner Zeyers Grab befindet sich auf dem Friedhof seiner Heimatstadt St. Wendel.

## Politische Karriere
Zeyer, Mitglied der CDU seit 1955, war von 1961 bis 1972 Landrat des Landkreises St. Wendel. Er war seinerzeit jüngster Landrat in der Bundesrepublik. In dieser Eigenschaft initiierte er den Bau des Bostalsees, ein bedeutendes nordsaarländisches Tourismusprojekt. Ab 1961 war er für die CDU zudem stellvertretender Landesvorsitzender Saar, ab 1978 Vorsitzender.
Weiter gehörte er zu einer Gruppe von Parteipolitikern, die 1967 versuchten, mit Steuermitteln einen ersten privaten TV-Sender im Südwesten der BRD zu errichten. Die Gewinne sollten den Landtagsparteien zufließen. Das Projekt scheiterte am Bundespostministerium und Widerständen in der Politik. Der Vorwurf der Selbstbereicherung stand im Raum.
Von 1972 bis 1979 war Zeyer (Wahlkreis 247/St. Wendel) Mitglied des Deutschen Bundestages und zudem von 1976 bis 1978 Mitglied des Europäischen Parlaments.
Von 1978 bis 1985 war Zeyer Landesvorsitzender der CDU Saar. Ministerpräsident Franz-Josef Röder hatte für dieses Amt und später seine Nachfolge eigentlich Rechtspflegeminister Rainer Wicklmayr vorgesehen. Dies sorgte für Spekulationen, dass Röder seinen eigentlich angekündigten Rückzug zurücknehmen könnte. Tatsächlich kam es nicht zum Wechsel Röders in das Europaparlament nach der Europawahl 1979, wie es Röder 1978 nach Kritik Helmut Kohls an seiner Koalition mit der FDP angekündigt hatte. Am 25. Juni 1979 gab Röder aber  bekannt, 1980 nicht mehr als Ministerpräsident kandidieren zu wollen und schlug Werner Zeyer als seinen Nachfolger vor; am folgenden Tag starb er jedoch, so dass seine Ankündigung wie ein Vermächtnis nachklang.
Zeyer regierte von 1979 bis 1985 als Ministerpräsident des Saarlandes. 1984 war er stellvertretender Bundesratspräsident. Er wurde 1979, nach dem Tod Röders von der CDU und drei FDP-Abgeordneten des Saarlandes ohne Neuwahl einer Landesregierung durch das Parlament eingesetzt. Bereits ein Jahr später verlor die CDU unter seiner Führung über 6 % bei der Landtagswahl im Jahr 1980. Erstmals wurde die SPD stärkste Kraft an der Saar. Da die FDP jedoch eine Koalition mit der CDU einging, konnte Zeyer Ministerpräsident bleiben. Die Stahlkrise überschattete seine zweite Amtszeit. Von 1980 bis 1985 (also während der Amtszeit Zeyers) verdoppelte sich die Arbeitslosenquote an der Saar auf 13,4 %. Die Zinslastquote betrug 1985 12 % des Landeshaushaltes (1980: 7,4 %). Das Haushaltsdefizit wuchs von umgerechnet 341 Millionen Euro (1980) auf 640 Millionen Euro (1985) und verdoppelte sich damit beinahe. Von dieser Situation haben sich die öffentlichen Haushalte an der Saar bis heute nicht erholt.
Bei der Landtagswahl 1985 wurde Zeyer von Oskar Lafontaine (SPD) abgelöst. Zeyer übernahm die Verantwortung für die Wahlniederlage und zog sich von allen politischen Ämtern zurück. Der Spiegel schrieb zu Zeyers Wahlniederlage: „Zumindest ebenso wie von der Schwäche der Grünen hat Lafontaine von der mangelnden Strahlkraft seines CDU-Kontrahenten Werner Zeyer, 55, profitiert, der in sechs mageren Regierungsjahren seinen Saarländern allzu bieder und hölzern vorkam und der, einsichtig, nach der Wahlniederlage seinen Verzicht auf alle politischen Ämter ankündigte.“
Zeyer kehrte nicht in die Politik zurück.

## Ehrungen
- 1977: Saarländischer Verdienstorden[11]
- 1983: Großes Verdienstkreuz der Bundesrepublik Deutschland